# رعد زامل
رعد زامل شاعر ومترجم عراقي، ولد في محافظة ميسان عام 1969. رئيس اتحاد ادباء ميسان (2016-2020)، ومن أبرز أعماله المجموعة الشعرية (لم أكن عارياً قبل الهبوب) وحصلت المركز الأول بجائزة بغداد للشعر 2023 مدينة بغداد للإبداع.

## سيرته العلمية
حاصل على شهادة بكالوريوس آداب في اللغة الانكليزية من جامعة بغداد عام 1994، وحاليًا يعمل في التدريس.

## سيرته الشعرية
بدأ رحلته في كتابة الشعر عام 1984، مع اندلاع الحرب العراقية الايرانية آنذاك وبسبب الظروف القاسية جعلته يبدأ بتجربته الشعرية، في عام 2009 صدرت مجموعته الشعرية (أنقذوا اسماكنا من الغرق) وتضم هذه المجموعة نصوصًا كتبها في تسعينيات القرن الماضي التي تعكس صورة الحرب والدمار والجوع، صدر بعدها (خسوف الضمير) عام 2014، تناول بها دمار الحرب بعد غزو العراق، في عام 2018 نشر مجموعة شعرية (اختلطت على بوصلتي الجهات) والتي تضمنت قصائد عن ضياع الذات والانكسارات المتراكمة التي مر بها، وفي عام 2023 صدرت مجموعته الاخرى (لم أكن عاريًا قبل الهبوب) وحصل بهذه المجموعة على المركز الاول في جائزة بغداد للشعر. في عام 2020 أصدر الأعمال الشعرية عن دار سطور في بغداد والتي ضمت مجموعاته الشعرية الثلاث الأولى وقصائد مختارة في تلك الفترة.

## أعماله في الترجمة
بجانب شعره دخل مجال الترجمة الادبية وترجم إلى العربية اعمالًا أدبية وفكرية ومهمة. ومن هذه الأعمال:
- ظلال وأزهار
- محاربو قوس قزح
- هناك بين أصابعي
- الأخلاق والدين
- اللسانيات والشعرية والسيميائية[4]

## مشاركاته وانجازاته
عضو اتحاد الادباء والكتاب العرب، وكذلك عضو في الاتحاد العام للأدباء والكتاب في العراق. حصد لقب شاعر نقابة المعلمين العراقيين عام 2021 في مهرجان نظمته اللجنة الثقافية المركزية بقاعة النقابة وسط العاصمة بغداد، وشارك في العديد الفعاليات الأدبية والثقافية داخل العراق وخارجه، ونوقشت أعماله في دراسات اكاديمية، ويعتبر من الشعراء المهمين في العراق لأنه ساهم في تطوير الأدب من خلال أعماله الشعرية وترجماته.